# Wendelin Knoch
Wendelin Knoch (* 20. August 1943 in Bonn) ist ein deutscher Geistlicher der Erzdiözese Köln und emeritierter Professor für Dogmatik und Dogmengeschichte an der Ruhr-Universität Bochum.

## Leben
Knoch studierte in Bonn, München, Münster und Rom. Er empfing am 2. Juli 1969 die Priesterweihe und war zunächst als Subsidiar zur besonderen Verfügung im Dekanat Bonn-Süd und danach als Kaplan an St. Sebastian in Bonn-Poppelsdorf eingesetzt.
Im Jahr 1977 war er Vizerektor des Campo Santo Teutonico in Rom. Am 1. September 1978 übernahm er eine Assistentenstelle an der Rheinischen Friedrich-Wilhelms-Universität Bonn. 1983 wurde er freigestellt, um seine Lehrtätigkeit im Fach Fundamentaltheologie an der Theologischen Fakultät Paderborn zu beginnen. Von 1991 bis 2008 hatte Knoch die Professur für Dogmatik und Dogmengeschichte an der Katholisch-Theologischen Fakultät der Ruhr-Universität Bochum inne.
Darüber hinaus wirkt er unter anderem seit 1993 als Prior der Komturei Essen des Ritterordens vom Heiligen Grab zu Jerusalem sowie seit 1994 als Präses der örtlichen Kolpingsfamilie in seinem Wohnort Hattingen.
Knoch ist seit seinen Studentenzeiten Mitglied der katholischen Studentenverbindungen Arminia Bonn und Albertia München im KV.

## Ehrungen
- Am 15. Dezember 2006 wurde Knoch von Papst Benedikt XVI. zum Päpstlichen Ehrenprälaten ernannt.[4]
- Am 7. November 2012 verlieh ihm die Uniwersytet Papieski Jana Pawła II w Krakowie die Ehrendoktorwürde.[5][6]
- Goldene Verdienstmedaille des Lateinischen Patriarchen von Jerusalem (2015)[7]

## Schriften (Auswahl)

### Monographien
- Necessitas ecclesiae. Die Heilsnotwendigkeit der Kirche in der dogmatischen Theologie vom 19. Jahrhundert bis zum 2. Vatikanischen Konzil. Münster 1972 (Dissertation, Universität Münster 1973).
- Die Einsetzung der Sakramente durch Christus. Eine Untersuchung zur Sakramententheologie der Frühscholastik von Anselm von Laon bis zu Wilhelm von Auxerre (= Beiträge zur Geschichte der Philosophie und Theologie des Mittelalters. Neue Folge Bd. 24). Aschendorff, Münster 1983, ISBN 3-402-03919-2 (zugleich: Habilitationsschrift, Universität Bonn 1980).
- Hören, glauben, Leben. Johannes-Verlag, Leutesdorf 1988, ISBN 3-7794-1072-9.
- Die Frühscholastik und ihre Ekklesiologie. Eine Einführung. Bonifatius, Paderborn 1992, ISBN 3-87088-702-8.
- Gott sucht den Menschen. Offenbarung, Schrift, Tradition (= Amateca. Bd. 4). Bonifatius, Paderborn 1997. ISBN 3-87088-911-X.
  - italienische Übersetzung: Dio alla ricerca dell'uomo. Rivelazione, Scrittura, Tradizione. Jaca Book, Milano 1999, ISBN 88-16-40495-7.
  - französische Übersetzung: Dieu à la recherche de l'homme. Révélation, Écriture, Tradition. Luxembourg 1999.
  - ungarische Übersetzung: Az emberkereső isten. Kinyilatkoztatás, szentírás, hagyomány. Agapé, Szeged 1999, ISBN 963-458-167-6.
  - polnische Übersetzung: Bóg Szuka Człowieka. Objawienie, Pismo święte, Tradycja. Pallottinum, Poznań 2000, ISBN 83-7014-373-3.
  - spanische Übersetzung: Revelación, escritura y tradición. EDICEP, Valencia (España) 2001, ISBN 84-7050-639-0.
  - kroatische Übersetzung: Bog traži čovjeka. Objava, pismo, predaja. Kršćanska Sadašnjost, Zagreb 2001. ISBN 953-151-382-1.

### Herausgeberschaften
- zusammen mit Tobias Trappe: Karl Rahner, Leiblichkeit der Gnade. Schriften zur Sakramentenlehre (= Sämtliche Werke. Bd. 18). Herder, Freiburg 2003, ISBN 3-451-23718-0.
- Engel und Boten (= Das Mittelalter. Perspektiven mediävistischer Forschung. Bd. 11, Heft 1). Akademie-Verlag, Berlin 2006.

### Aufsätze
- Die Engellehre Bernhards von Clairvaux. Vergessene Einsichten aus der Blüte hochmittelalterlicher Mönchtheologie. In: Wendelin Knoch (Hrsg.): Engel und Boten (= Das Mittelalter. Perspektiven mediävistischer Forschung. Bd. 11, Heft 1). Akademie-Verlag, Berlin 2006, S. 10–28.

### Lexikonartikel
- Art. Disciplina – in der scholastischen und monastischen Tradition. In: Lexikon des Mittelalters. Bd. 3. Artemis-Verlag, München/Zürich 1986, Sp. 1106–1108.
- Art. Ehe. Biblisch-theologisch-sakramental. In: Lexikon des Mittelalters. Bd. 3. Artemis-Verlag, München/Zürich 1986, Sp. 1616–1618.
- Art. Meßerklärung. In: Lexikon des Mittelalters. Bd. 4. Artemis-Verlag, München/Zürich 1992, Sp. 561.
- Art. Odo Rigaldus. In: Biographisch-Bibliographisches Kirchenlexikon. Bd. 6. Bautz, Herzberg 1993, ISBN 3-88309-044-1, Sp. 1117–1120.
- Art. Achard v. St. Victor. In: Lexikon für Theologie und Kirche. 3. Auflage, Bd. 1. Herder, Freiburg 1993, Sp. 111.
- Art. Alberich v. Reims. In: Lexikon für Theologie und Kirche. 3. Auflage, Bd. 1. Herder, Freiburg 1993, Sp. 327.
- Art. Arnulf v. Beauvais. In: Lexikon für Theologie und Kirche. 3. Auflage, Bd. 1. Herder, Freiburg 1993, Sp. 1029.
- Art. Robertus Pullus.  In: Biographisch-Bibliographisches Kirchenlexikon. Bd. 7. Bautz, Herzberg 1994, ISBN 3-88309-048-4, Sp. 1068–1070.
- Art. Brinktrine, Johannes. In: Lexikon für Theologie und Kirche. 3. Auflage, Bd. 2. Herder, Freiburg 1994, Sp. 694f.
- Art. Gottfried von Clairvaux. In: Lexikon für Theologie und Kirche. 3. Auflage, Bd. 4. Herder, Freiburg 1995, Sp. 948.
- Art. Guido von Orchelles. In: Lexikon für Theologie und Kirche. 3. Auflage, Bd. 4. Herder, Freiburg 1995, Sp. 1096f.
- Art. Tradition. VIII. Katholisches Verständnis. In: Religion in Geschichte und Gegenwart. 4. Auflage, Bd. 8. Mohr Siebeck Verlag, Tübingen 2005, Sp. 518f.